# Bomba carta
Una bomba carta è definita come un ordigno esplosivo rudimentale costituito da polvere da sparo racchiuso all'interno di un involucro di carta, che ha lo scopo di produrre molto rumore pur essendo poco distruttiva, sebbene spesso tale tipo di ordigno sia associato a danni a cose e persone, con effetti anche mortali.

## Storia
Tale ordigno è stato utilizzato in Italia in atti terroristici durante i cosiddetti "anni di piombo".
Continua ad essere utilizzata e commercializzata, illegalmente. A tale proposito, si stima che il 50% dei fuochi pirotecnici derivi dal mercato nero.

## Descrizione
Deve il nome al materiale di cui è composto l'involucro esterno, anche se non sempre viene utilizzato del cartone o altro materiale cartaceo per la sua realizzazione, bensì anche involucri in materiale plastico (PVC), che hanno una resistenza all'espansione superiore rispetto alla carta, sfruttando così il picco massimo di energia della polvere contenuta nella bomba. In questo modo, la polvere, incendiandosi, espande il materiale fino al massimo e rilascia all'istante un quantitativo di energia relativamente elevato.
La bomba è composta solitamente da un cartoccio in carta da imballaggio o cartoncino, sagomato a cilindro, riempito con una quantità variabile di polvere da sparo (tra i 20 e i 300 grammi), chiuso a un'estremità e dotato all'altra estremità di una miccia, che fa da innesco e la cui lunghezza regola il ritardo nell'esplosione.

## Rischi
Oltre ad essere pericolose per i loro possibili effetti durante l'esplosione (che può proiettare parecchie schegge, con il rischio di ferire gravemente le persone attorno), le bombe carta sono pericolose anche per la loro costruzione, durante la quale possono esplodere a causa di forti scariche elettrostatiche o altre procedure scorrette (in considerazione anche del fatto che spesso sono costruite da giovani o da persone inesperte.), e durante il loro innesco, dato che la rudimentalità dell'ordigno non dà garanzie sulla lunghezza della miccia, sulla sua qualità e rapidità di combustione. Risulta dunque pericolosa per l'incolumità delle persone che la costruiscono, di chi la innesca e di chi si trova nelle vicinanze.

## Normativa

### Europa
In Italia, l'art. 703 del Codice penale proibisce lo sparo di accensioni o esplosioni pericolose, in un luogo abitato o nelle sue adiacenze, o lungo una pubblica via o in direzione di essa, senza la licenza dell'autorità. Più in generale, trattandosi di ordigni non sicuri sia durante la loro esplosione sia durante la loro costruzione, l'utilizzo di bombe carta in Italia è illecito e vietato dalla legge.